# Estigmene brosi
Estigmene brosi là một loài bướm đêm thuộc phân họ Arctiinae, họ Erebidae.